# Bahnstrecke Ingolstadt–Neuoffingen
| |                      |                                                     |                                                     |
| Streckennummer (DB): | 5381                 |                                                     |                                                     |
| Kursbuchstrecke (DB): | 993                  |                                                     |                                                     |
| Kursbuchstrecke: | 411g (1946)          |                                                     |                                                     |
| Streckenlänge: | 96,810 km            |                                                     |                                                     |
| Spurweite: | 1435 mm (Normalspur) |                                                     |                                                     |
| Streckenklasse: | D4                   |                                                     |                                                     |
| Stromsystem: | 15 kV 16,7 Hz ~      |                                                     |                                                     |
| Minimaler Radius: | 334 m                |                                                     |                                                     |
| Streckengeschwindigkeit: | 140 km/h             |                                                     |                                                     |
| Zugbeeinflussung: | PZB                  |                                                     |                                                     |
| |                      |                                                     |                                                     |
| \| \| \| von Regensburg Hbf \| \| \| \| \| von München Hbf \| \| \| \| \| von Augsburg-Hochzoll (bis 1995) \| \| \| \| 0,000 \| Ingolstadt Hbf \| Ingolstadt Hbf \| \| \| \| nach Treuchtlingen \| \| \| \| \| Straßenbahn Ingolstadt (bis 1921) \| \| \| \| \| von Ingolstadt Hbf \| \| \| \| 2,181 \| Ingolstadt-Seehof (seit 1995) \| 370 m \| \| \| \| nach München Hbf \| \| \| \| \| nach Augsburg-Hochzoll (seit 1995) \| \| \| \| \| Bahnstrecke Ingolstadt–Augsburg-Hochzoll (bis 1995) \| \| \| \| 3,140 \| Haunwöhr (bis 1995) \| Haunwöhr (bis 1995) \| \| \| 8,400 \| Ach \| Ach \| \| \| 8,600 \| \| \| \| \| 9,294 \| Weichering \| 373 m \| \| \| 14,568 \| Rohrenfeld \| 379 m \| \| \| \| Anschluss Industriegebiet Grünau \| \| \| \| 16,161 \| Neuburg-Grünau (b Neuburg/D) (Awanst) \| 379 m \| \| \| 17,160 \| Heinrichsheim \| 380 m \| \| \| 20,720 \| Neuburg (Donau) \| 392 m \| \| \| 26,200 \| Anschluss PAW Unterhausen der VTG AG \| Anschluss PAW Unterhausen der VTG AG \| \| \| 27,046 \| Unterhausen (Bay) \| 419 m \| \| \| 30,827 \| Straß-Moos \| 401 m \| \| \| 32,874 \| Burgheim \| 405 m \| \| \| 36,000 \| Kleine Paar \| Kleine Paar \| \| \| 36,770 \| Staudheim \| 403 m \| \| \| 40,333 \| Rain \| 403 m \| \| \| \| Anst Südzucker \| \| \| \| 40,600 \| Friedberger Ach \| Friedberger Ach \| \| \| 42,489 \| Lech (190 m) \| Lech (190 m) \| \| \| 43,467 \| Genderkingen \| 402 m \| \| \| 47,704 \| Hamlar \| 402 m \| \| \| 53,600 \| von Augsburg Hbf \| von Augsburg Hbf \| \| \| 52,500 \| Donau \| Donau \| \| \| 52,944 \| Donauwörth \| Donauwörth \| \| \| \| nach Treuchtlingen \| \| \| \| \| nach Nördlingen \| \| \| \| 59,700 \| Kessel \| Kessel \| \| \| 60,492 \| Tapfheim \| 417 m \| \| \| 65,066 \| Schwenningen (Bay) \| 420 m \| \| \| 67,322 \| Blindheim \| 421 m \| \| \| 72,182 \| Höchstädt (Donau) \| 422 m \| \| \| 75,120 \| Steinheim (Donau) \| 427 m \| \| \| 76,100 \| Egau \| Egau \| \| \| 79,384 \| Dillingen (Donau) \| 433 m \| \| \| \| Schmalspurbahn nach Aalen \| \| \| \| 84,230 \| Lauingen \| 437 m \| \| \| 88,700 \| Brenz \| Brenz \| \| \| 89,031 \| Gundelfingen (Bay) \| 431,3 m \| \| \| 89,600 \| nach Sontheim-Brenz \| nach Sontheim-Brenz \| \| \| 95,900 \| Donau \| Donau \| \| \| \| von Augsburg \| \| \| \| 96,810 \| Neuoffingen \| 440 m \| \| \| \| nach Ulm \| \| \| \| \| \| \| \| Quellen: [2][3][4][5][6] \| \| \| \| |                      |                                                     |                                                     |
| Strecke |                      | von Regensburg Hbf                                  | von Regensburg Hbf                                  |
| Abzweig geradeaus und von links |                      | von München Hbf                                     | von München Hbf                                     |
| Abzweig geradeaus und ehemals von links |                      | von Augsburg-Hochzoll (bis 1995)                    | von Augsburg-Hochzoll (bis 1995)                    |
| Bahnhof | 0,000                | Ingolstadt Hbf                                      | Ingolstadt Hbf                                      |
| Abzweig ehemals geradeaus und nach rechts |                      | nach Treuchtlingen                                  | nach Treuchtlingen                                  |
| Kreuzung mit U-Bahn (Strecken außer Betrieb) |                      | Straßenbahn Ingolstadt (bis 1921)                   | Straßenbahn Ingolstadt (bis 1921)                   |
| Strecke (außer Betrieb) · Strecke |                      | von Ingolstadt Hbf                                  | von Ingolstadt Hbf                                  |
| Strecke (außer Betrieb) · Dienststation / Betriebs- oder Güterbahnhof | 2,181                | Ingolstadt-Seehof (seit 1995)                       | 370 m                                               |
| Strecke (außer Betrieb) · Abzweig geradeaus und nach links |                      | nach München Hbf                                    | nach München Hbf                                    |
| Strecke (außer Betrieb) · Abzweig geradeaus und nach links |                      | nach Augsburg-Hochzoll (seit 1995)                  | nach Augsburg-Hochzoll (seit 1995)                  |
| Strecke (außer Betrieb) · Kreuzung (Querstrecke außer Betrieb) |                      | Bahnstrecke Ingolstadt–Augsburg-Hochzoll (bis 1995) | Bahnstrecke Ingolstadt–Augsburg-Hochzoll (bis 1995) |
| Bahnhof (Strecke außer Betrieb) · Strecke | 3,140                | Haunwöhr (bis 1995)                                 | Haunwöhr (bis 1995)                                 |
| Strecke (außer Betrieb) · Brücke über Wasserlauf | 8,400                | Ach                                                 | Ach                                                 |
| Verschwenkung nach links (Strecke außer Betrieb) · Verschwenkung nach rechts | 8,600                |                                                     |                                                     |
| Bahnhof | 9,294                | Weichering                                          | 373 m                                               |
| Bahnhof | 14,568               | Rohrenfeld                                          | 379 m                                               |
| Abzweig geradeaus und von rechts |                      | Anschluss Industriegebiet Grünau                    | Anschluss Industriegebiet Grünau                    |
| Blockstelle | 16,161               | Neuburg-Grünau (b Neuburg/D) (Awanst)               | 379 m                                               |
| ehemaliger Haltepunkt / Haltestelle | 17,160               | Heinrichsheim                                       | 380 m                                               |
| Bahnhof | 20,720               | Neuburg (Donau)                                     | 392 m                                               |
| Abzweig geradeaus und von links | 26,200               | Anschluss PAW Unterhausen der VTG AG                | Anschluss PAW Unterhausen der VTG AG                |
| Bahnhof | 27,046               | Unterhausen (Bay)                                   | 419 m                                               |
| Haltepunkt / Haltestelle | 30,827               | Straß-Moos                                          | 401 m                                               |
| Bahnhof | 32,874               | Burgheim                                            | 405 m                                               |
| Brücke über Wasserlauf | 36,000               | Kleine Paar                                         | Kleine Paar                                         |
| ehemaliger Haltepunkt / Haltestelle | 36,770               | Staudheim                                           | 403 m                                               |
| Bahnhof | 40,333               | Rain                                                | 403 m                                               |
| Abzweig geradeaus und ehemals nach rechts |                      | Anst Südzucker                                      | Anst Südzucker                                      |
| Brücke über Wasserlauf | 40,600               | Friedberger Ach                                     | Friedberger Ach                                     |
| Brücke über Wasserlauf | 42,489               | Lech (190 m)                                        | Lech (190 m)                                        |
| Haltepunkt / Haltestelle | 43,467               | Genderkingen                                        | 402 m                                               |
| Dienststation / Betriebs- oder Güterbahnhof | 47,704               | Hamlar                                              | 402 m                                               |
| Abzweig geradeaus und von links | 53,600               | von Augsburg Hbf                                    | von Augsburg Hbf                                    |
| Brücke über Wasserlauf | 52,500               | Donau                                               | Donau                                               |
| Bahnhof | 52,944               | Donauwörth                                          | Donauwörth                                          |
| Abzweig geradeaus und nach rechts |                      | nach Treuchtlingen                                  | nach Treuchtlingen                                  |
| Abzweig geradeaus und nach rechts |                      | nach Nördlingen                                     | nach Nördlingen                                     |
| Brücke über Wasserlauf | 59,700               | Kessel                                              | Kessel                                              |
| Bahnhof | 60,492               | Tapfheim                                            | 417 m                                               |
| Haltepunkt / Haltestelle | 65,066               | Schwenningen (Bay)                                  | 420 m                                               |
| Bahnhof | 67,322               | Blindheim                                           | 421 m                                               |
| Bahnhof | 72,182               | Höchstädt (Donau)                                   | 422 m                                               |
| ehemaliger Haltepunkt / Haltestelle | 75,120               | Steinheim (Donau)                                   | 427 m                                               |
| Brücke über Wasserlauf | 76,100               | Egau                                                | Egau                                                |
| Bahnhof | 79,384               | Dillingen (Donau)                                   | 433 m                                               |
| Abzweig geradeaus und ehemals nach rechts |                      | Schmalspurbahn nach Aalen                           | Schmalspurbahn nach Aalen                           |
| Bahnhof | 84,230               | Lauingen                                            | 437 m                                               |
| Brücke über Wasserlauf | 88,700               | Brenz                                               | Brenz                                               |
| Bahnhof | 89,031               | Gundelfingen (Bay)                                  | 431,3 m                                             |
| Abzweig geradeaus und ehemals nach rechts | 89,600               | nach Sontheim-Brenz                                 | nach Sontheim-Brenz                                 |
| Brücke über Wasserlauf | 95,900               | Donau                                               | Donau                                               |
| Abzweig geradeaus und von links |                      | von Augsburg                                        | von Augsburg                                        |
| Dienststation / Betriebs- oder Güterbahnhof | 96,810               | Neuoffingen                                         | 440 m                                               |
| Strecke |                      | nach Ulm                                            | nach Ulm                                            |
| |                      |                                                     |                                                     |
| Quellen: |                      |                                                     |                                                     |

Die Bahnstrecke Ingolstadt–Neuoffingen ist eine eingleisige, elektrifizierte Hauptbahn in Bayern. Sie verläuft im Donautal von Ingolstadt über Neuburg an der Donau, Donauwörth und Dillingen an der Donau nach Neuoffingen, wo sie in die Bahnstrecke Augsburg–Ulm einmündet.

## Geschichte

### Vorgeschichte und Bau
Dreizehn Donaustädte zwischen Günzburg und Regensburg fühlten sich vom Bayerischen Landtag in Sachen Eisenbahnbau benachteiligt. Sie gründeten deshalb 1863 ein Eisenbahn-Komitee und überreichten dem Landtag eine Denkschrift. Am 20. Oktober 1866 reiste eine Deputation nach München und unterstrich damit die Bedeutung des Projekts, woraufhin Bewegung in die Angelegenheit kam. Am 28. Januar 1868 wurde dem Landtag ein Entwurf vorgelegt. Am 29. April 1869 genehmigte dieser 1,595 Millionen Gulden für den Eisenbahnbau. Im Frühjahr 1871 fand erstmals eine Feldbegehung mit den betroffenen Landwirten statt. Es mussten zahlreiche Grundstücksverhandlungen geführt und Entschädigungen festgelegt werden.

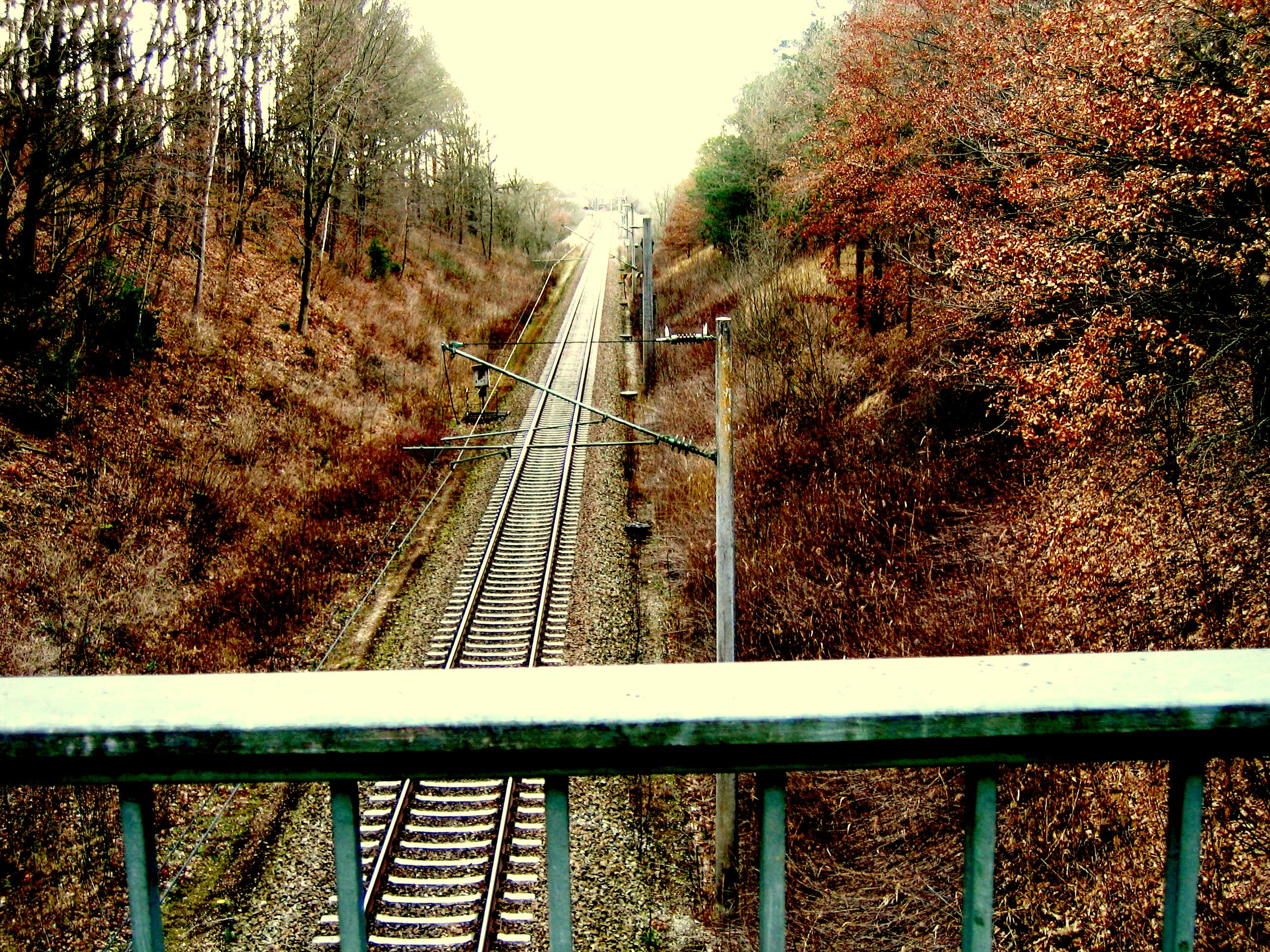
Einschnitt beim Bahnhof Unterhausen

Lange Zeit stand nicht fest, wo der Hauptbahnhof Ingolstadt gebaut werden sollte. Deshalb verzögerten sich die Arbeiten zwischen Ingolstadt und Weichering.
Ein weiteres Problem war der Wasserscheideneinschnitt bei Unterhausen mit einer Länge von 1,3 Kilometer und der größten Höhe von 17 Metern. Maschinen waren damals noch selten, mit Pickel und Schaufel musste der Erdaushub von Hand bewältigt werden. Die Landwirte transportierten rund 300.000 Kubikmeter Humus bei Unterhausen und etwa eine Million Kubikmeter Erde im Raum Neuburg.
Nicht nur der Streckenbau, auch das Wasser hatte eine wichtige Funktion. Weiter als 50 Kilometer konnte eine Dampflokomotive nicht fahren, ohne Wasser nachzufüllen. Deshalb wurde auf den Stationen Neuburg und Burgheim je eine Pumpstation eingerichtet.
Für die Lechüberquerung bei Rain war die Maschinenfabrik Augsburg verantwortlich, die hierfür erstmals eine Eisenbahnbrücke aus Schmiedeeisen baute. Sehr lange und hohe Bahndämme wurden angeschüttet, damit auch bei einem Hochwasser der Bahnbetrieb nicht beeinträchtigt wird. Die Dämme brachten gewaltige Veränderungen der Landschaft und zerschnitten das Gelände in zwei Teile. Zahlreiche Bahnüberführungen wurden notwendig. In Weichering musste sogar das Flussbett der Ach verlegt werden.
In Neuburg bekam das Stadtbild ein neues Aussehen. Auf der Straße nach Feldkirchen wurde der Bahnhof errichtet und die Strecke überquerte die Fahrbahn. Eine neue Verbindungsstraße und eine Unterführung stellten die Verbindung mit Feldkirchen wieder her.
Durch den Bahnbau wurde der Arbeitsmarkt angekurbelt, und ausländische Arbeiter kamen in die Region. Darunter waren auch zweifelhafte Gestalten es kam immer wieder zu Schlägereien und Körperverletzungen. Auf dem Gestüt Rohrenfeld wurde deshalb eine Gendarmeriestation eingerichtet, die Stationen Neuburg und Burgheim wurden verstärkt.
Der Bau des Bahnhofs Donauwörth stand noch nicht fest, deshalb endeten die Arbeiten zunächst in Hamlar. Erst Ende 1874 wurde die Arbeit an der Trasse Hamlar – Donauwörth aufgenommen und der Bahnhof Donauwörth an seinem heutigen Standort errichtet.
Am 20. April 1874 fuhr der erste Zug versuchsweise von Ingolstadt nach Neuburg, am 28. Mai 1874 erstmals ein Zug über die Lechbrücke. Am 15. August 1874 fand die erste offizielle Zugfahrt auf dem Abschnitt Ingolstadt–Donauwörth statt. Der zweite Abschnitt Höchstädt–Neuoffingen wurde bereits am 6. August 1876 in Betrieb genommen. Die Bauarbeiten an der Lücke wurden am 15. November 1877 fertiggestellt.

### Betrieb
Die Königlich Bayerischen Staatseisenbahnen hatten Pläne, Dampflokomotiven mit Torf zu beheizen. Das Material wurde aus dem nahe liegenden Altbayerischen Donaumoos gewonnen. Das Gelände des Bahnhofs Weichering sollte als Verladeplatz dienen. Deshalb wurde zwölf Kilometer von Ingolstadt entfernt die Station Weichering mit einem außergewöhnlich großen Bahnhofsgelände errichtet. Die Eisenbahn hatte mit der Gemeinde Obergrasheim bereits einen Vertrag über die Torflieferung und Abnahme von 500.000 Kubikmeter für das Jahr 1874 abgeschlossen. Die ersten Lieferungen erfolgten zwischen dem 1. April und 30. Juni und beliefen sich auf 141.000 Kubikmeter. Die trockenen Torfstücke durften höchstens 25 Zentimeter lang und 8 Zentimeter breit sein. Der Torf hatte jedoch einen zu geringen Heizwert, sodass dieser Vertrag wieder storniert werden musste.
1967 wurde von Dampf- auf Dieselbetrieb umgestellt. Durch den Bau des Donaukraftwerks Bertoldsheim konnte die Strecke dann ab 1980 mit Strom versorgt werden. Am 5. Mai 1980 wurde der 97,5 Kilometer lange Abschnitt Ingolstadt–Neuoffingen auf elektrischen Betrieb umgestellt, am 24. Mai 1980 fand bei einem Festakt die offizielle Einweihung statt.

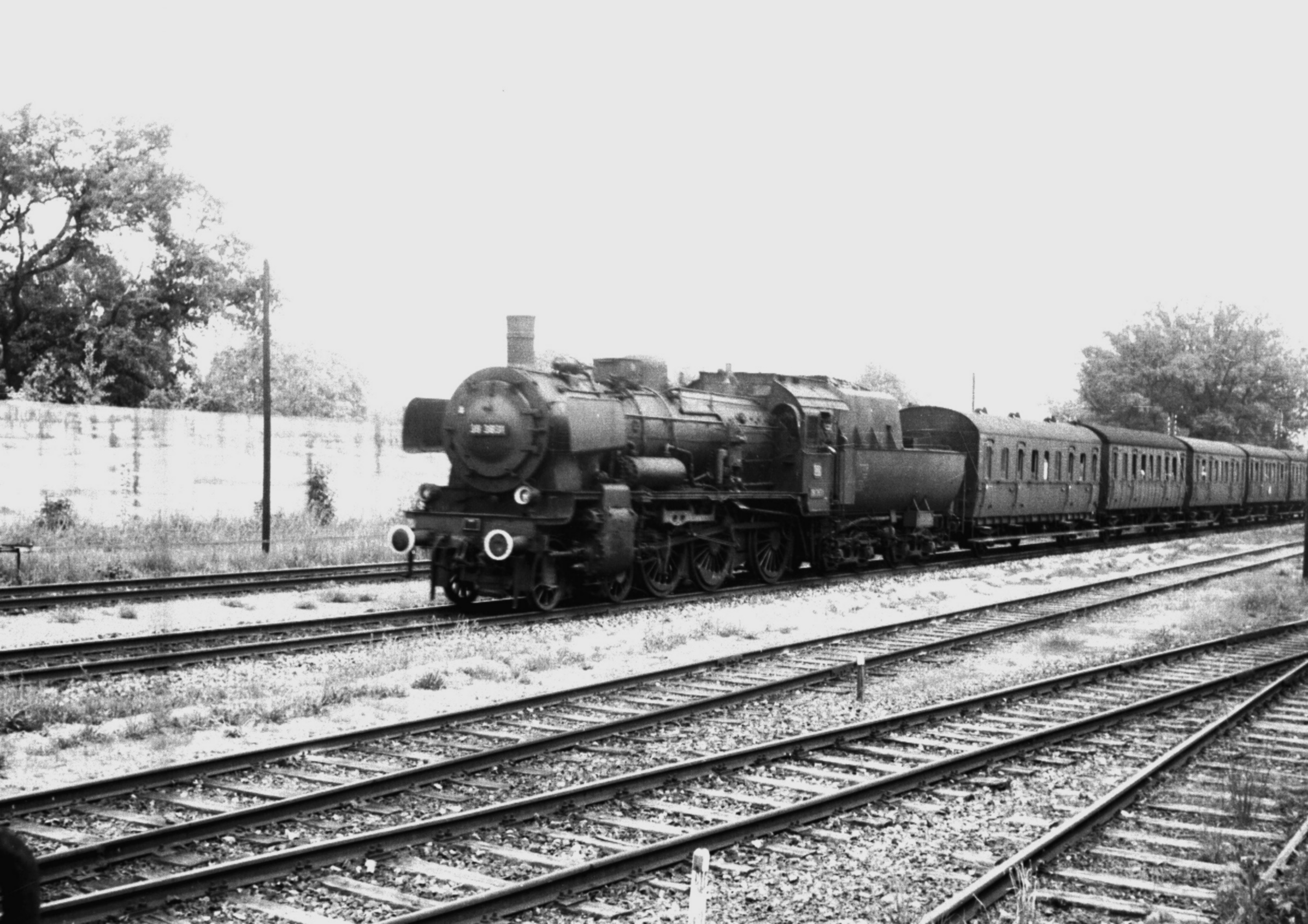
Personenzug im Bahnhof Rohrenfeld

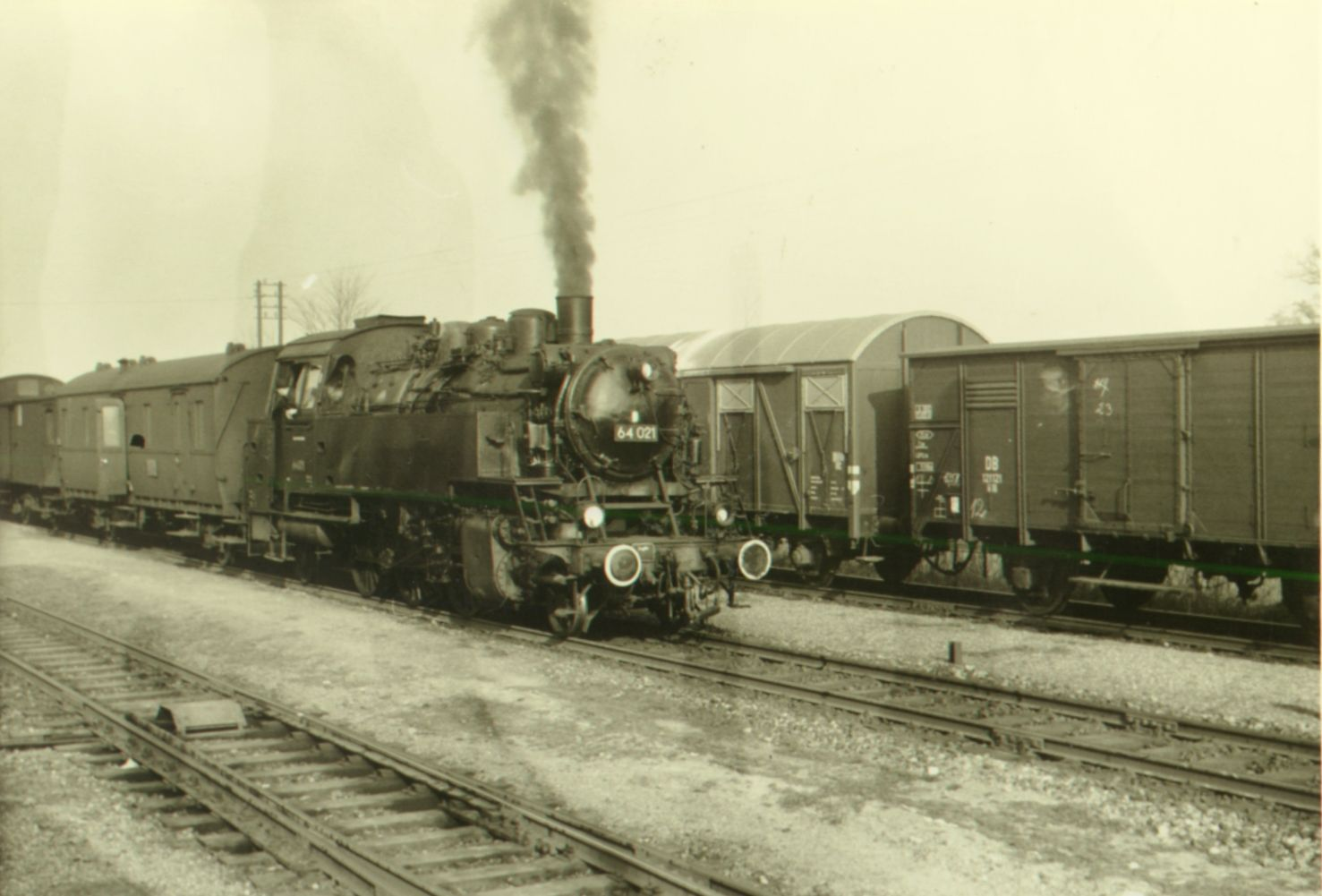
Personen- und Güterzug kreuzen in Rohrenfeld

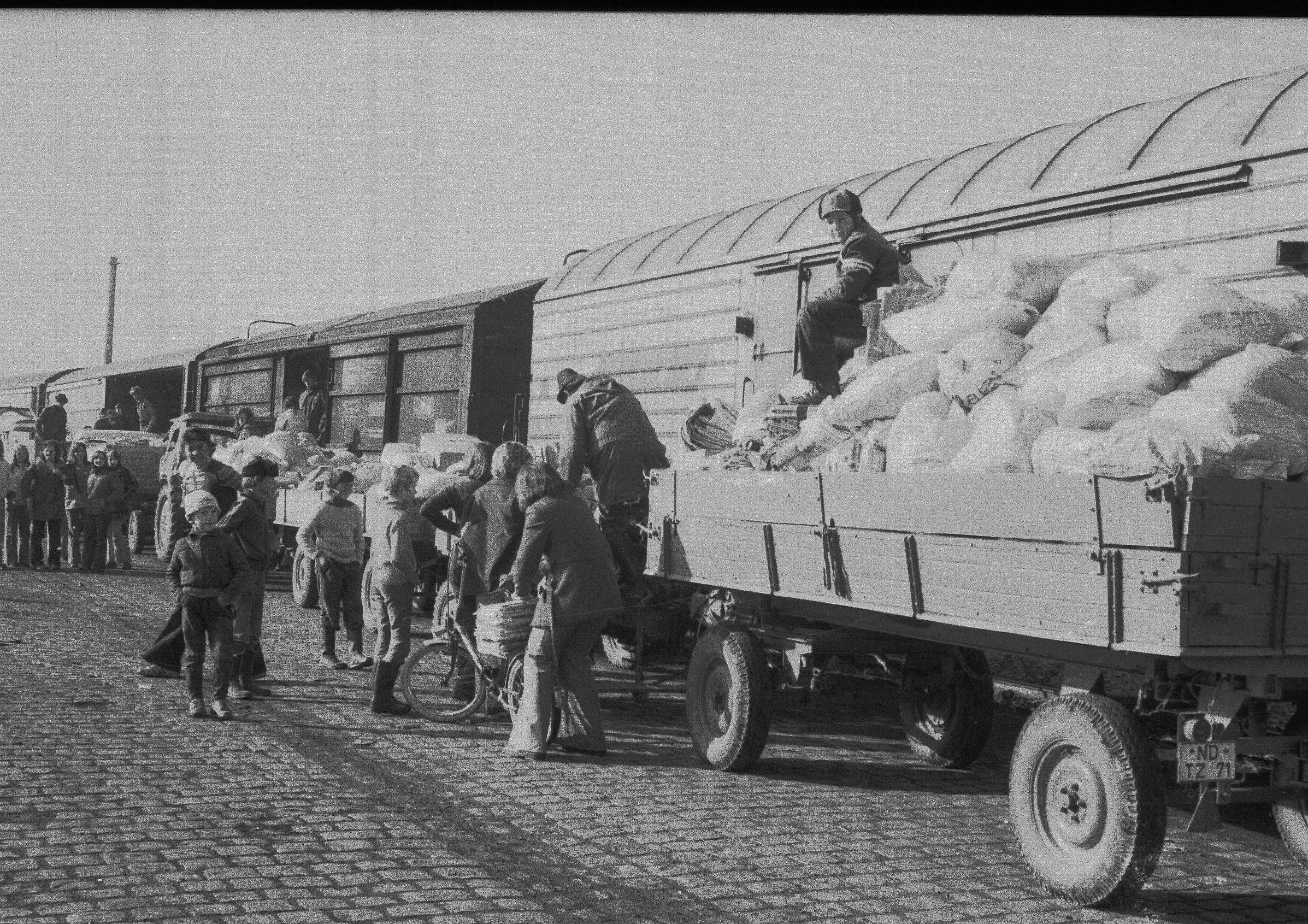
Hochbetrieb beim Kartoffelverladen

Von 1990 bis 1995 wurde die Strecke zwischen dem Hauptbahnhof Ingolstadt und dem Bahnhof Weichering vollständig neu trassiert. Fuhr man zuvor nördlich aus dem Bahnhof heraus und in einer Schleife quer durch den Südteil von Ingolstadt, erfolgt heute für durchgehende Züge Richtung Regensburg in Ingolstadt ein Fahrtrichtungswechsel, da die Strecke nunmehr südlich angebunden ist. Die neutrassierte Strecke verläuft zunächst mit je einem Gleis beidseitig der Bahnstrecke München–Treuchtlingen. Regulär befahren die Züge der Donautalbahn in beiden Fahrtrichtungen das Ostgleis. Das Westgleis dient vor allem den Zügen der Paartalbahn, die seit der Neutrassierung bis zum Betriebsbahnhof Seehof gemeinsam mit der Donautalbahn verläuft. Der Bahnhof Seehof besitzt ebenfalls zwei Gleise sowie diverse Überleitmöglichkeiten zwischen beiden Strecken. Nach der Ausfahrt aus Seehof wird die Paartalbahn ausgefädelt und die Strecke verläuft nun wieder eingleisig zum Bahnhof Weichering, wo ab dem Einfahrsignal wieder die ursprüngliche Trasse genutzt wird, die bis dort vollständig rückgebaut wurde. Zum Fahrplanwechsel 29. Mai 1995 ging die neue Trasse in Betrieb. Die alte Trasse mit dem Bahnhof Haunwöhr wurde mit Genehmigung des Eisenbahn-Bundesamts vom 26. Juni 1995 zum 1. September 1995 stillgelegt.
Die Güterverladung zwischen Ingolstadt und Donauwörth wurde zum 15. Dezember 2002 eingestellt.
Nach der Übernahme der Verkehrsleistungen durch Agilis und einer Ausweitung des Verkehrsangebots werden die früher fast ausschließlich in Unterhausen stattfindenden Zugkreuzungen dort nur noch am Wochenende durchgeführt. Bedingt durch den Fahrplan finden die Zugkreuzungen nun alle zwei Stunden in Unterhausen und alle zwei Stunden in Neuburg statt. An Werktagen verkehren zwischen Ulm und Regensburg drei Expresszugpaare, die nicht alle Halte bedienen. Bedingt durch diese zusätzlichen Fahrten wird auch in Rain, Burgheim und Weichering planmäßig gekreuzt. Der Bahnhof von Unterhausen hat auch als Anschlussbahnhof für das dortige private Güterwagenausbesserungswerk Bedeutung, hauptsächlich für Kesselwagen. Der Bremswegabstand beträgt zwischen Weichering und Rain 700 Meter verkürzt, ansonsten 1000 Meter. Die Höchstgeschwindigkeit beträgt 140 km/h.
Seit dem Fahrplanwechsel am 13. Dezember 2015 fahren die agilis-Züge montags bis freitags aus Richtung Donauwörth auch Ingolstadt Nord an, um die Anbindung des Audi-Werks zu verbessern. Dafür entfallen einige nur schwach genutzte Express-Züge.
Das im Jahr 2003 abgebaute dritte Gleis im Bahnhof Weichering wurde im Jahr 2016 wieder eingebaut. Somit soll der Quellverkehr im Bereich des Güterverkehrs besser aus dem Knoten Ingolstadt herausgeführt werden. Bedingt durch einen niveaugleichen Überweg im Gleis 1 der Bahnhöfe Weichering und Rohrenfeld ist die Kreuzung mit Güterzügen immer eine Verspätungsursache für die Nahverkehrszüge der Agilis. Dem steigenden Güterverkehr soll mit diesem Wiederaufbau Rechnung getragen werden. Im Herbst 2012 erfolgten hierfür im Bahnhof Weichering erste Arbeiten zum Freischnitt des alten Gleisplanums und erste Vermessungsarbeiten.
Mit dem Fahrplanwechsel am 10. Dezember 2006 wurde in Schwenningen ein neuer moderner und behindertengerechter Bahnsteig in Betrieb genommen. Zuvor besaß Schwenningen einen Doppelbahnsteig, der durch den Bahnübergang der Verbindungsstraße nach Wolpertstetten geteilt wurde. Die Züge mussten aufgrund der Schaltung des Übergangs jeweils hinter dem Bahnübergang anhalten. Dies ist nach erfolgter Modernisierung von Übergang und Bahnsteig nicht mehr nötig, sodass nun ein einfacher Bahnsteig auf der östlichen Straßenseite ausreicht.
Auf dem Abschnitt Ingolstadt–Neuoffingen verkehren durchgehende Regionalzüge der Agilis von und nach Regensburg, in der Regel stündlich bis Günzburg; die Durchbindung nach Ulm erfolgt meist stündlich. Auch hier werden Triebzüge des Typs Alstom Coradia Continental eingesetzt.
Die Personenzüge kreuzen zwischen Donauwörth und Günzburg planmäßig in Dillingen. Der Bremswegabstand beträgt weitestgehend 1000 Meter, mit Ausnahme des Abschnitts Dillingen–Höchstädt in Fahrtrichtung Donauwörth, wo der Bremswegabstand nur 700 Meter beträgt. Die Höchstgeschwindigkeit ist 140 km/h.
Zur Verbesserung der Verkehrsbedienung sowie zur Minimierung von Verspätungen nach Betriebsstörungen wurde im Bahnhof Blindheim ein neuer Außenbahnsteig am Gleis 2 errichtet, der den vormaligen Zwischenbahnsteig ersetzte und zum Fahrplanwechsel im Dezember 2012 in Betrieb genommen wurde. Der Zugang erfolgt unmittelbar am Bahnübergang der Verbindungsstraße zwischen Blindheim und Unterglauheim, die Bahnsteiglänge beträgt 140 Meter, die Bahnsteighöhe 55 Zentimeter. Der bislang am alten Empfangsgebäude genutzte Bahnsteig 1 soll durch einen neuen Bahnsteig gegenüber dem ebenso neuen Bahnsteig 2 ersetzt werden. Ob das in einem sehr schlechten Zustand befindliche Empfangsgebäude in Blindheim erhalten bleibt und modernisiert wird, ist derzeit nicht bekannt.
Im Frühjahr 2012 wurde bei der Sanierung des Gleises 1 in Blindheim die Zufahrtsweiche zur Seitenrampe ausgebaut. Einen Güterkunden gab es in Blindheim schon länger nicht mehr.
Ein ebenso zweiter Bahnsteig im Bahnhof Tapfheim am Gleis 2 ist mit Stand vom November 2012 baulich nicht begonnen. Die Gemeinde Tapfheim will hier unterstützende Vorleistung erbringen. Seitens der DB Station&Service wurde bereits bekundet, den zweiten Bahnsteig in Tapfheim zu bauen, sofern durch Bund und Freistaat Bayern eine notwendige Unterführung errichtet wird.
Zwischen Tapfheim und Schwenningen hingegen wird seit Sommer 2012 die seit mehr als 10 Jahren geplante Bahnüberführung gebaut. Im Bereich Tapfheim „Am Wackerberg“ entsteht eine neue Überführung über die Bahnstrecke. Ob die beiden Bahnübergänge „Dettenhardter Straße“ und „Brachstädter Straße“ erhalten bleiben, ist noch unklar. Die Lokalpolitik spricht hier nur von der Schaffung von mehr Sicherheit bei der Überwindung der Gleise. An beiden Bahnübergängen haben sich schon mehrfach Unfälle zwischen Bahn und Straßenverkehr ereignet, leider auch mehrfach mit tödlichem Ausgang.

### Planungen
Im dritten Gutachterentwurf des Deutschlandtakts ist ein zusätzliches Überwerfungsbauwerk im Bahnhof Donauwörth vorgesehen, um durchgängige Züge zwischen Ulm und Regensburg zu ermöglichen. Dafür sind, zum Preisstand von 2015, Investitionen von 67 Millionen Euro vorgesehen. Weitere 41 Millionen Euro sind für verschiedene zusätzliche und angepasste Gleise für den Güterverkehr in den Bahnhöfen Weichering, Rohrenfeld und Blindheim vorgesehen.
Im Herbst 2015 schlug der Bundestagsabgeordnete Ulrich Lange vor, eine IC-Linie von Stuttgart nach Ingolstadt über die Strecke zu führen. Diese soll die Ost-West-Verbindungen für den Ostalbkreis, den Kreis Donau-Ries sowie für Ingolstadt verbessern; als Fahrzeugmaterial soll der Intercity 2 eingesetzt werden. Lange führte hierüber Gespräche mit der Deutschen Bahn und stieß nach seinen Angaben auf positive Resonanz. Der Donau-Ries-Kreis hat beschlossen, eine Studie zur Rentabilität der Linie in Auftrag zu geben.
Am 17. Mai 2021 gewann Agilis das von der BEG ausgeschriebene Vergabeverfahren für den weiteren Betrieb der Strecke bis Ende 2036. Änderungen des Takts erfolgen in zwei Stufen im Dezember 2022 und im Dezember 2024. Neben verbesserten Taktzeiten zu ausgeweiteten Bedienzeiten im Berufsverkehr sollen Fahrgäste in allen Bestandsfahrzeugen kostenlose WLAN-Zugänge zur Verfügung stehen. Aufgrund der BEG-Vorgabe alle Züge mit Servicepersonal zu begleiten, ist Agilis zudem zu einer massiven Aufstockung ihres Personals gezwungen.

## Streckenbeschreibung

### Betriebsstellen
Rohrenfeld
Der Bahnhof Rohrenfeld steht auf der Flur der Gemeinde Bruck, in der Nähe befand sich das königliche Hofgestüt Rohrenfeld. Das Gut war zugleich Gendarmeriestation. Auf Wunsch des königlichen Oberstallmeisterstabs vom 18. Oktober 1872 wurde der Bahnhof „Rohrenfeld“ genannt.
Neuburg (Donau)

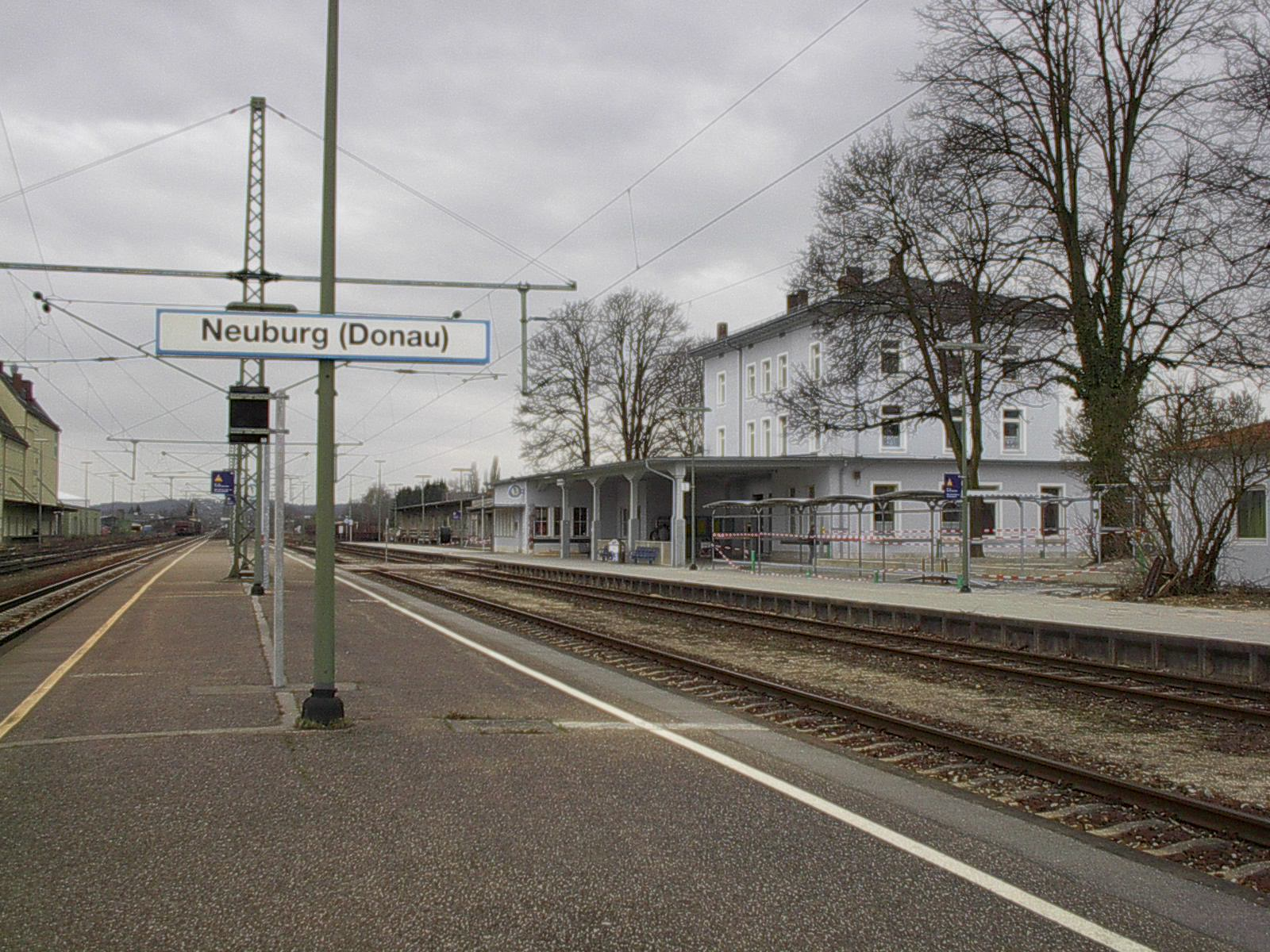
Bahnhof Neuburg (Donau)

Auf dem Neuburger Bahnhof war eine eigene Rangierlok stationiert. Die Firma Oberland-Glas hatte zudem eine eigene Lok. Hier befand sich auch eine Bahnmeisterei.
Im Jahr 2013 verkaufte DB Station&Service das Bahnhofsgebäude in Neuburg an eine ortsansässige private Immobiliengesellschaft. Die Stadt Neuburg kam nicht zum Zuge, da sie keine Verantwortung für Altlasten übernehmen wollte. Der Käufer hat Anfang 2015 mit einer kompletten Kernsanierung des Neuburger Bahnhofgebäudes begonnen. Es entstanden Ladenlokale, die im Frühsommer eröffnet werden sollten. Die Eröffnung des neu gestalteten Bahnhofs fand am 25. November 2015 statt.